# Let It Snow! Let It Snow! Let It Snow!
«Let It Snow! Let It Snow! Let It Snow!» («Пусть снег идёт!») — одна из самых известных рождественских песен на английском языке. Написана в очень знойный июльский день 1945 года поэтом Сэмми Каном и композитором Джулом Стайном, и за годы своего существования была исполнена огромным количеством музыкантов. Известно не менее двадцати её перепевок.
Первым эту песню исполнил Вон Монро. После Фрэнка Синатры её перепел Дин Мартин. Версии Синатры и Мартина остаются наиболее популярными: 25-миллионной песней, реализованной через онлайновый магазин Apple, стала композиция Синатры. Этой мелодией заканчиваются боевики «Крепкий орешек» и «Крепкий орешек 2».

## История звукозаписи
Первая запись была сделана в RCA Victor в 1945 году в исполнении Вона Монро, и к концу января-началу февраля 1946 года стало хитом, достигнув первого места в «Best Sellers music chart» по версии Billboard. Конкурирующая запись Woody Herman с соло на трубе в исполнении Sonny Berman, достигла седьмого места в том же чарте.
Из последовавших записей наиболее известны:
- 1955 — Jo Stafford в альбоме Happy Holiday[5]
- 1960 — Ella Fitzgerald в альбоме Ella Wishes You a Swinging Christmas[6]
- 1965 — Andy Williams в альбоме Merry Christmas[7]
- 2004 — Дже́ссика Энн Си́мпсон в альбоме ReJoyce: The Christmas Album[8]
- 2005 — Карли Саймон в сингле на CD. Её версия отличается исполнением с позиции хозяина, а не гостя[9]. Она достигла шестого места в Adult Contemporary chart по версии Billboard[10]
- 2012 — Род Стюарт в альбоме Merry Christmas, Baby. Его версия достигла первого места в Adult Contemporary chart в декабре 2012 года по версии Billboard[11]. Песня оставалась на первом месте в течение пяти недель, зафиксировав себя как самое длинное лидирование праздничной песни в истории чарта[12].
- 2017 — Lindsey Stirling выпустила свою версию в рождественском альбоме Warmer in the Winter[13].

### Прочие исполнители песни
- Вон Монро
- Дин Мартин
- Хорн, Лина
- Фрэнк Синатра
- Элла Фитцжеральд
- Майкл Бубле
- Bing Crosby
- Энди Уильямс
- Клифф Ричард
- Пэтси Клайн
- The Brian Setzer Orchestra
- Крис Айзек
- Джуди Колинс
- Kenny G
- Boyz II Men
- Magnet
- Крис Колфер и Даррен Крисс
- Джессика Симпсон
- Глория Эстефан
- Мика
- Lady Antebellum
- Лучано Паваротти, Хосе Каррерас и Пласидо Доминго
- Twisted Sister
- Билли Айдол
- Том Энджелриппер
- Дайана Кролл
- Кайли Миноуг
- Пьер Гаран (Гару)
- Mitch Miller & the Gang — смотрите на YouTube
- Billy's Band
- Томас Андерс
- Элисон Стоунер в м/с «Финес и Ферб» в роли Изабеллы.